# Amheterozercon oudemansi
Amheterozercon oudemansi is een mijtensoort uit de familie van de Heterozerconidae. De wetenschappelijke naam van de soort werd voor het eerst geldig gepubliceerd in 1931 door Finnegan als Heterozercon oudemansi.